# Baie de Sebuku
 (juillet 2023).
Si vous disposez d'ouvrages ou d'articles de référence ou si vous connaissez des sites web de qualité traitant du thème abordé ici, merci de compléter l'article en donnant les références utiles à sa vérifiabilité et en les liant à la section « Notes et références ».
La baie de Sebuku, ou baie de Sibuko, (en malais et indonésien : Teluk Sebuku) est une baie de la côte Est de l'île de Bornéo, située entre l'État de Sabah en Malaisie et la province du Kalimantan du Nord en Indonésie.
Contrairement à son nom, l'île de Sebuku (en) ne se trouve pas à proximité de la baie, mais au Sud de l'île de Bornéo.

## Géographie
Elle est parsemée de quelques îles dont les deux plus importantes sont celles de Sebatik et de Nunukan. Le fleuve Sibuko s'y jette.